# The Chamber
The Chamber (bra: O Segredo; prt: A Câmara Encerrada) é um filme americano de 1996, dos gêneros suspense e drama, dirigido por James Foley, com roteiro de William Goldman e Chris Reese baseado no romance The Chamber, de John Grisham.

## Sinopse
No corredor da morte, o militante racista Sam Cayhall aguarda o dia de sua execução na câmara de gás, em menos de um mês, pelo assassinato de duas crianças num atentado terrorista. Um advogado recém-formado se oferece para reabrir o processo e inocentar o condenado — seu neto Adam Hall, que será obrigado a desvendar terríveis segredos de sua família.

## Recepção
A reação crítica do filme foi majoritariamente negativa, tanto por parte dos críticos quanto do público. No site Rotten Tomatoes a média de aprovação dos críticos é de 12%, baseada em 25 opiniões, e de 39% por parte do público em geral. No site Metacritic, o filme tem uma avaliação de 45/100 baseada na opinião de 18 críticos. 